# اقتصاد بيرو
اقتصاد البيرو هو واحد من أكبر 42 اقتصاد بالعالم ،وتعتبر بيرو دولة ناشئة اقتصادياً، يتميز اقتصاد بيرو بمستوى عال من التجارة الخارجية وعلى مستوى عال من التنوع الاقتصادي وعلى الرغم من أن الصادرات السلعية المهمة، والتجارة والصناعة تتركز في ليما ولكن الصادرات الزراعية قد خلقت التنمية في جميع مناطق بيرو. في عام 2010 في بيرو كان نصيب الفرد من الدخل (تعادل القوة الشرائية) هي على الحدود مع 10,000 دولار. بيرو لديها ارتفاع مؤشر التنمية البشرية برصيد 0.806 ؛ 34,8٪ من مجموع سكانها الفقراء، بما في ذلك 11.2 ٪ من الفقراء للغاية. قد انخفض عدد الفقراء منذ عام 2004، عندما قرب من نصف سكان البلاد تحت خط الفقر.
تاريخيا، تم ربط الاقتصاد في البلاد على الصادرات، والتي توفر العملة الصعبة لتمويل الواردات ومدفوعات الديون الخارجية. صادرات بيرو الرئيسية هي النحاس، الذهب، والزنك، والمنسوجات، وجبة السمك ؛ وشركائها التجاريين الرئيسيين هم الولايات المتحدة، الصين، البرازيل، وشيلي. ورغم أن الصادرات وفرت عائدات كبيرة، وحقيقت النمو الذاتي، وتوزيع الدخل بمساواة أكثر.
تساهم الخدمات في 53 ٪ من الناتج المحلي الإجمالي في بيرو، تليها الصناعات التحويلية (22.3 ٪)، الصناعات الاستخراجية (15 ٪)، والضرائب (9.7 ٪). وقد تم في الآونة الأخيرة استقرار الاقتصاد الكلي مما أدى إلى النمو الاقتصادي، وتحسين شروط التبادل التجاري، وارتفاع الاستثمار والاستهلاك. ويتوقع أن تزداد التجارة زيادة أخرى بعد تنفيذ اتفاقية التجارة الحرة مع الولايات المتحدة الموقعة في 12 أبريل 2006. وبلغ معدل التضخم في عام 2006 أقل في أمريكا اللاتينية فقط في 1,8٪، وزيادة ولكن في عام 2007 حيث أسعار السلع والنفط ارتفعت ؛ في النصف الأول من عام 2008، وصلت لديها عن 5.5 ٪. وزاد معدل البطالة 8,8 ٪ بحلول يناير 2009، ومتوسط الأجور الحالية في البلاد 1047 سول الجديد.
في عام 1990 النيوليبرالية حكومة ألبرتو فوجيموري المنتهية في الرقابة على الأسعار، الحمائية، والقيود على الاستثمار الأجنبي المباشر، ومعظم ملكية الدولة للشركات. وقد أتاحت الإصلاحات والنمو الاقتصادي منذ عام 1993، باستثناء تراجع بعد الأزمة المالية الآسيوية 1997. وفي عام 2007، شهد الاقتصاد البيروفي بمعدل نمو قدره 9 ٪، وهو الأكبر في أميركا اللاتينية، وهذا يتكرر في عام 2008 مع معدل 9.8 ٪، في عامي 2006 و 2007، وأسهمت بورصة ليما بنسبة 185.24 ٪  و168.3 ٪ على التوالي.

## القطاعات

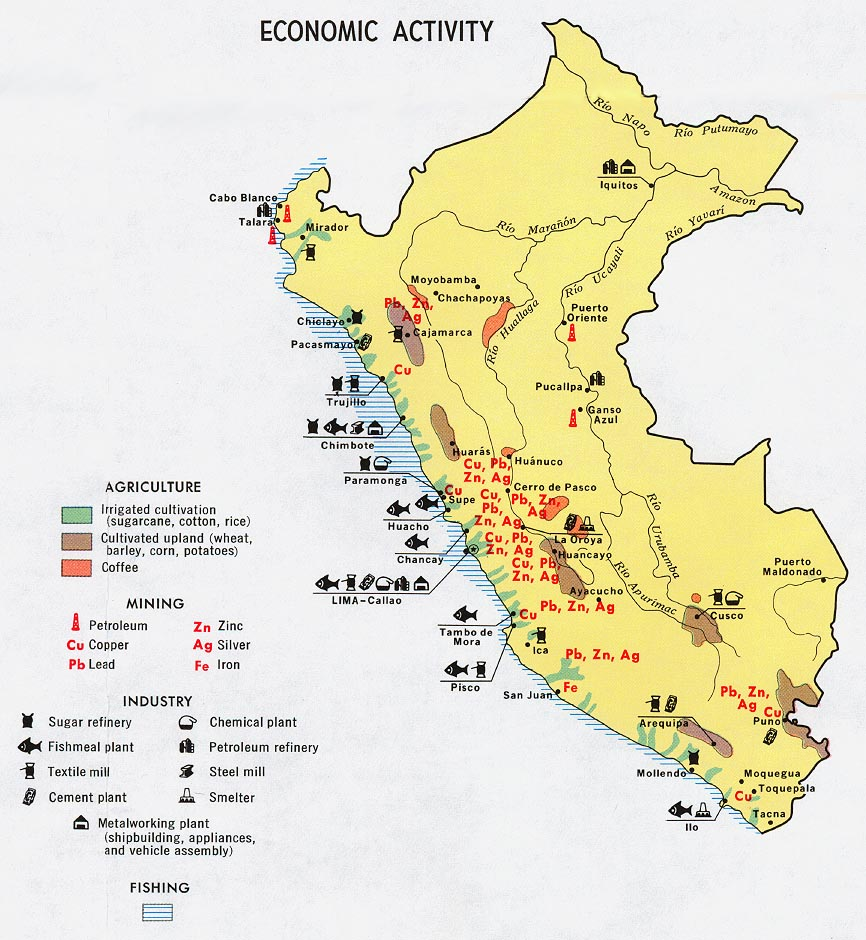
النشاط الاقتصادي في بيرو عام 1970

### الزراعة
بيرو بلد متنوع المناخ والسطح مما جعل من بيرو دولة مهمةً زراعياً. صادرات بيرو الزراعية تقدر تقديراً كبيراً.وتشمل الخرشوف والعنب والأفوكادو المانجو الفلفل البطاطس (3000 الأصناف) وقصب السكر البن والقطن العضوي عالي الجودة.

### الصناعة والخدمات
الصيد : بيرو هي زعيم الدول في مجال صيد الأسماك، وتنتج ما يقرب من 10 في المئة من صيد الأسماك في العالم.
التعدين : بيرو تحتل المرتبة الخامسة في العالم في إنتاج الذهب (الأولى في أميركا اللاتينية)، والثانية في النحاس، وهي من بين أعلى 5 منتجين للرصاص الزنك. التصنيع : بسبب اعتمادها الطويل على الصادرات من المواد الخام، صارت بيرو غير متطورة في قطاع الصناعة القوي.
يمثل القطاع 15 بالمئة من الناتج المحلي الإجمالي، ويعتمد بشكل كبير على مجال التعدين وصيد الأسماك، والزراعة، والمنسوجات. ويخصص أساسا لصناعة تجهيز نسبة مئوية من المواد الخام لاكتساب ميزة ذات قيمة مضافة. وتمثل السياحة صناعة جديدة للنمو في بيرو منذ 1990 في وقت مبكر، مع الحكومة والقطاع الخاص في تكريس طاقات كبيرة لتعزيز الوجهات السياحية في البلاد على حد سواء للبيروفيين والأجانب.
الخدمات : الخدمات المالية، باستثناء مؤسسة بانكو دي كريديتو أكبر المالية (8.5 مليار دولار أمريكي في الأصول)، وتقريبا كل القطاع المالي قد سقط في أيدي الأجانب.

### الموارد الطبيعية
الموارد الطبيعية في بيرو النحاس الفضة الذهب البترول الخشب وخام الحديد، الفحم الفوسفات البوتاس والغاز الطبيعي.

## التجارة الداخلية والاستثمار

### التجارة الخارجية وميزان المدفوعات
في عام 2001 انخفض العجز في لنحو 2.2 ٪ من الناتج المحلي الإجمالي (1.17 مليار دولار أمريكي) -- من 3.1 ٪ في عام 2000، في حين ان الميزان التجاري سجل عجزا قليلاً. وتراجعت الصادرات بشكل طفيف إلى 7.11 مليار دولار، في حين انخفضت الواردات بنسبة 2.1 ٪ إلى 7.20 مليار دولار. بعد أن تضررت بشدة جراء ظاهرة النينيو في عام 1998، استعادت الصادرات السمكية، والمعادن والفلزات وسجلت الصادرات مكاسب كبيرة في عامي 2001 و 2002، ومعظمها نتيجة لافتتاح منجم للنحاس والزنك «أنتامينا». بحلول منتصف عام 2002، كانت معظم قطاعات الاقتصاد تطلع مكاسب.
وقعت بيرو عدداً من الاتفاقيات التجارية الحرة، بما في ذلك عام 2007 بين الولايات المتحدة وبيرو اتفاق ترويج التجارة، و 2008 اتفاقات مع كندا، سنغافورة، والصين.

### الاستثمار الأجنبي

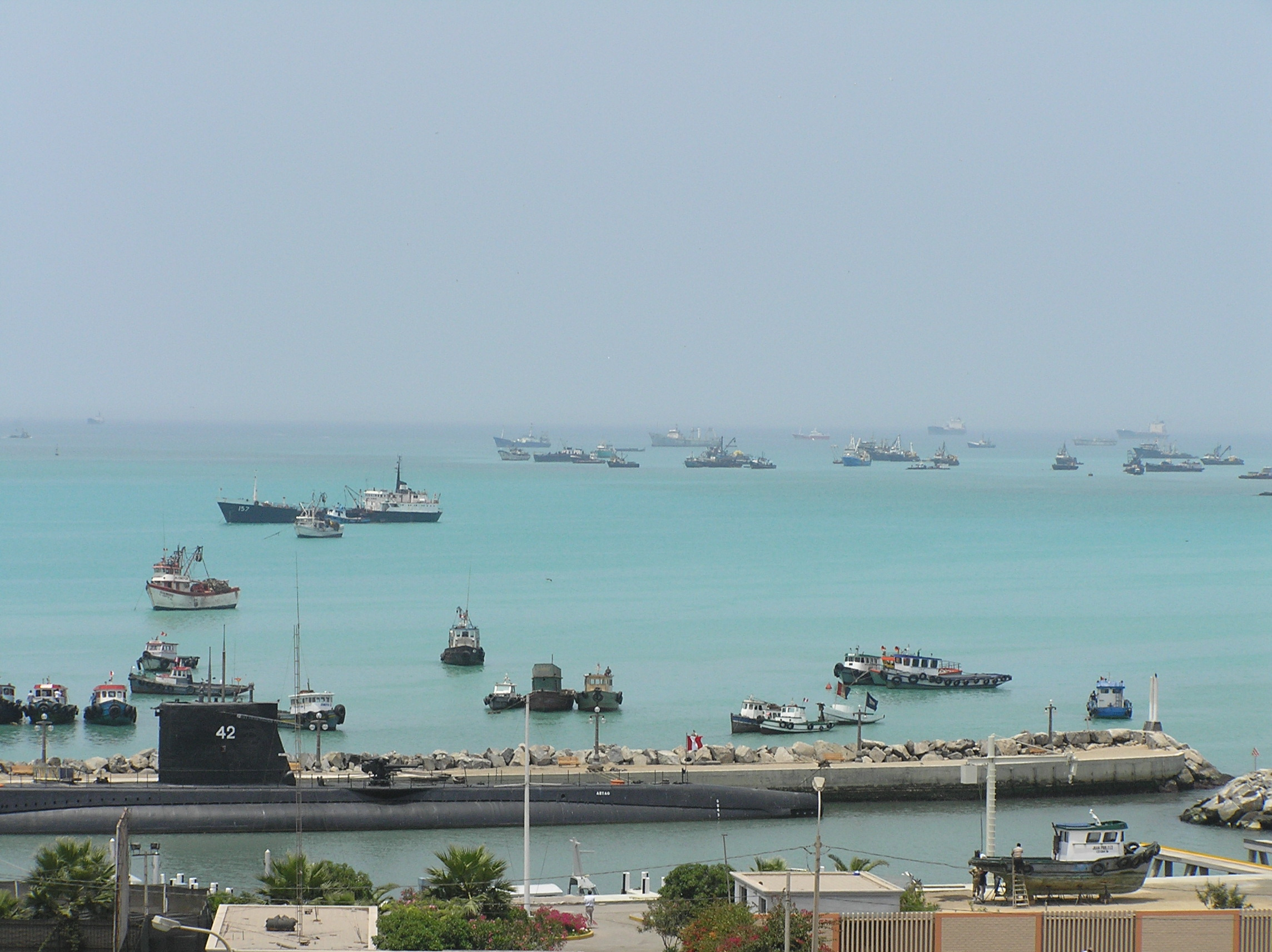
ميناء كالاو يعد ميناء التصدير الرئيسي للبلاد

تسعى حكومة بيرو بنشاط لجذب الاستثمار الأجنبي والمحلي في جميع قطاعات الاقتصاد. أدى تشجيع الاستثمار الدولي من قبل بيرو تقدما كبيرا خلال عام 1990 نحو الاستقرار الاقتصادي والاجتماعي والسياسي، لكنها تباطأت مرة أخرى بعد تأخر الحكومة في الخصخصة وزيادة حالة عدم اليقين السياسي في عام 2000. وقد أوضح الرئيس اليخاندرو توليدو أن من أولويات حكومته تشجيع الاستثمار. في حين تميزت سابقاً بيرو عن الإرهاب، والتضخم المفرط، والتدخل الحكومي في الاقتصاد، واتخذت حكومة بيرو في إطار الرئيس السابق البرتو فوجيمورى الخطوات اللازمة لتحقيق تلك المشاكل تحت السيطرة.
قامت الحكومة بتحقيق الاستقرار الاقتصادي في بيرو، وإلغاء القيود المفروضة على تدفقات رؤوس الأموال، وفتحت الاقتصاد أمام الاستثمار الأجنبي، وكانت النتيجة أن بيرو لديها الآن واحدة من نظم الاستثمار الأكثر انفتاحا في العالم. بين عامي 1992 و 2001، جذبت بيرو تقريبا 17 مليار دولار في الاستثمارات الأجنبية المباشرة في بيرو، بعد استثماراً ضئيلاً حتى عام 1991، ومعظمها من إسبانيا (32,35 ٪) , الولايات المتحدة (17,51 ٪)، سويسرا (6,99 ٪)، تشيلي (6,3 ٪)، والمكسيك (5,53). يتكون الهيكل القانوني للاستثمار الأجنبي من الدستور عام 1993، وقانون الاستثمار الخاص في النمو، والثاني / نوفمبر 1996 قانون تشجيع الاستثمار.

## العملة
سول الجديد  هي عملة بيرو. في عام 1991 تخلت حكومة بيرو عن العملة بسبب التضخم المفرط. ويتمتع سول الجديد بنسبة تضخم منخفضة 1,5%.

## العمالة
البطالة في ليما هي 9,6٪، في حين البطالة في بيرو هي 10 ٪. السنة المالية 2009-2010.